# Enrique José O'Donnell
Enrique José O'Donnell y Anethen, greve av Abisbal (De la Bisbal), född 1769 i San Sebastián, död den 17 maj 1834 i Montpellier, var en spansk militär. Han var farbror till Leopoldo O'Donnell.
O'Donnell avancerade under spanjorernas resning mot Napoleon till general och slog i samband med en flottilj den 14 september 1810 franska brigaden under Schwarz vid La Bisbal, vilken seger skaffade honom grevetiteln. År 1818 utnämndes han till guvernör i Cadiz; men misstänkt för delaktighet i den sammansvärjning, som 1820 proklamerade den fria författningen av 1812, förlorade O'Donnell sin plats och fick inte ens, sedan den absolutistiske kung Ferdinand nödgats anta konstitutionen, något inflytelserikt ämbete. Vid fransmännens intervention i Spanien 1823 intog O'Donnell som armébefälhavare en tvetydig hållning och beredde sig att med sina trupper övergå till fransmännen, då hans egna officerare nödgade honom att nedlägga befälet, varefter han flydde till Frankrike. Där bosatte han sig i Limoges. Vid sin död var han på väg att återvända till hemlandet, efter att Maria Kristina övertagit regeringen.